# Puchar Europejski CEB
Puchar Europejski CEB (ang. CEB European Cup) w baseballu – cykliczne rozgrywki, organizowane od 1963 przez Confederation of European Baseball, w których biorą udział zespoły baseballowe, zajmujące czołowe lokaty w narodowych rozgrywkach najwyższego szczebla.
Od 2008 w rundzie kwalifikacyjnej do pucharu, zwanej CEB European Cup Qualifier, bierze udział 24 drużyn w 4 grupach. 12 z nich kwalifikuje się do rozgrywek Pucharu Europejskiego CEB, gdzie 4 najlepsze drużyny z obu grup kwalifikują się do ostatniej rundy, Final Four zwanej też European Champion Cup.
W 2010 mistrz Polski, Demony Miejska Górka występuje w rundzie kwalifikacyjnej.

## Wyniki Final Four
| Rok  | Miejsce   |                       | Finał | Finał                    | Finał                   |                          | Pólfinalisci | Pólfinalisci |
| Rok  | Miejsce   | Zwycięzca             | Wynik | Drugi                    | Trzeci                  | Czwarty                  |              |              |
| 2008 | Barcelona | Nettuno Baseball Club | 3–2   | San Marino Baseball Club | Montedeipaschi Grosseto | FC Barcelona             |              |              |
| 2009 | Barcelona | Nettuno Baseball Club | 1–0   | Fortitudo Bologna        | Kinheim Haarlem         | Amsterdam Pirates        |              |              |
| 2010 | Barcelona | Fortitudo Bologna     | 2–1   | Heidenheim Heideköpfe    | Rimini Baseball Club    | San Marino Baseball Club |              |              |